# بلنی زوونیمرز
بلنی زوونیمرز (نام علمی: Parablennius zvonimiri) نام یک گونه از تیره بلنی‌های دندان‌شانه‌ای است.این‌گونه در دریای مدیترانه و دریای سیاه زندگی می‌کند و طولش به ۷ سانتی‌متر می‌رسد.